# Artemisia finita
Artemisia finita là một loài thực vật có hoa trong họ Cúc. Loài này được Kitag. mô tả khoa học đầu tiên năm 1942.